# Tipulamima sophax
Tipulamima sophax là một loài bướm đêm thuộc họ Sesiidae. Nó được biết đến ở Malawi, Mozambique, Uganda và Zimbabwe.